# Deroplia annulicornis
Espèce
Deroplia annulicornis est une espèce de Coléoptères de la famille des Cerambycidae.

## Description
Deroplia annulicornis mesure de 10 à 20 mm. Il est de couleur brun clair avec les fémurs rougeâtres, les élytres légèrement convexes, un peu rétrécis en arrière, généralement densément revêtus de pubescence d'un jaune paille sombre avec de vagues taches de pubescence foncée, disposées en lignes longitudinales interrompues, plus ou moins définies, dont l'une parcourant la suture, les tubercules antennaires sont plus saillants, le sillon qui les sépare est plus étroit.
L'apex élytral est atténué, les ailes sont complètes et repliées au repos. Les sternites présentent des caractères sexuels secondaires : le mâle a le tergite VII qui présente deux petites impressions transversales et une carène longitudinale médiane.
Deroplia annulicornis se distingue des autres espèces par la conformation des structures génitales (mâles et femelles) et par la morphologie larvaire.
Son cycle de vie est de 1 à 2 ans.

## Répartition
Deroplia annulicornis est endémique des îles Canaries. Il est présent dans toutes les îles sauf Fuerteventura et Lanzarote.

## Plantes hôtes
La larve se nourrit des tiges des plantes Agave, Ageratina adenophora, Argyranthemum gracile (es), Artemisia thuscula, Bituminaria bituminosa, Carduus, Castanea, Crambe, Echium, Euphorbia, Ficus carica, Foeniculum, Kleinia neriifolia, Pelargonium, Periploca laevigata, Prunus domestica, Prunus dulcis, Prunus persica, Ricinus communis, Rubus ulmifolius, Rumex lunaria, Salix, Salvia, Silybum marianum, Sonchus palmensis, Vitis vinifera, Wigandia, Withania aristata.

## Classification
Le nom valide complet (avec auteur) de ce taxon est Deroplia annulicornis (Brullé, 1839).
L'espèce a été initialement classée dans le genre Cerambyx sous le protonyme Cerambyx annulicornis Brullé, 1839.
Deroplia annulicornis a pour synonymes :
- Blabinotus annulicornis Wollaston, 1862
- Cerambyx annulicornis Brullé, 1839
- Stenidea annulicornis Aurivillius, 1922